# Grupa Operacyjna „Czersk”
Grupa Operacyjna „Czersk” (GO „Czersk”) – grupa taktyczna Wojska Polskiego II RP, improwizowana w czasie mobilizacji alarmowej i walcząca w kampanii wrześniowej.
25 sierpnia 1939 dowódca Armii „Pomorze”, gen. dyw. Władysław Bortnowski polecił utworzyć grupę osłonową, której głównym zadaniem było ubezpieczanie od zachodu działań Korpusu Interwencyjnego. Dowództwo grupy wydzielone zostało z dowództwa Pomorskiej Brygady Kawalerii.
5 września Grupa formalnie GO została rozwiązana

## Ugrupowanie grupy
Grupa miała za zadanie zapewnić osłonę na kierunku Chojnice, Czersk i ugrupowała się następująco:
- na północy wysunięty był Oddział Wydzielony „Kościerzyna” ppłk. Jerzego Staniszewskiego, z zadaniem przejściowej obrony w rejonie Kościerzyny i opóźniania na kierunku Kościerzyna, Starogard przez batalion piechoty nr 84 (dawniej ON „Kościerzyna”) i II Gdyński batalion ON z 3 baterią 11 dak i 1 plutonem 1/16 puł.
- w rejonie Wiele stało gros Pomorskiej Brygady Kawalerii, z zadaniem osłony na kierunku Bytów, Czersk;
- w rejonie Chojnic stał Oddział Wydzielony „Chojnice” płk. Tadeusza Majewskiego; obsadzał on umocnioną pozycję od jeziora Charzykowskiego po Chojnice batalionem piechoty nr 85 (dawniej ON „Czersk”), w Chojnicach — 1 batalionem strzelców, wspartym I/9 pal.
- w rejonie Lichnowy, Moszczenica 18 puł, wsparty 2 baterią 11 dak, osłaniał południowe skrzydło OW „Chojnice”
- w drugim rzucie w rejonie Rytel linii Brdy bronił batalion piechoty nr 81 (dawniej ON „Tuchola”);
- dowództwo GO „Czersk” z odwodem (brygadowy szwadron kolarzy i 81 dywizjon pancerny) stało w Czersku.
- oddział wydzielony „Starogard” ppłk. dypl. Józefa Trepto w składzie 2 pszwol., podległy wprost dowódcy armii, stał w Starogardzie z zadaniem osłony z kierunku Gdańska.

## Ordre de Bataille i obsada personalna
- Dowództwo Grupy Osłonowej „Czersk”
  - dowódca – gen. bryg. Stanisław Grzmot-Skotnicki (dowódca Pomorskiej BK)
  - szef sztabu – ppłk dypl. Kazimierz Maks (szef sztabu Pomorskiej BK)
  - szef Oddziału III – rtm. Eugeniusz Rękasiewicz
  - oficer sztabu – por. Grzegorz Cydzik[2]
- Oddział Wydzielony Kościerzyna – dowódca ppłk Jerzy Staniszewski
  - batalion piechoty spec. nr 84 ( na bazie batalionu ON „Kościerzyna”)
  - batalion ON „Gdynia II” (1 września zmienił podporządkowanie z OW „Kartuzy” do GO „Czersk”)
  - 3 bateria 11 dywizjonu artylerii konnej

- Pomorska Brygada Kawalerii
  - KG Pom. BK w m. Wiele
  - 8 pułk strzelców konnych
  - 16 pułk Ułanów Wielkopolskich
  - 11 dywizjon artylerii konnej (bez 2 i 3 baterii)
  - 81 dywizjon pancerny

- Oddział Wydzielony (Zgrupowanie) „Chojnice” – płk Tadeusz I Majewski
  - dowództwo OW (Zgrupowania) „Chojnice” – dowództwo Pomorskiej Brygady ON
  - 18 pułk Ułanów Pomorskich
  - 1 batalion strzelców
  - batalion piechoty spec. nr 85 (na bazie batalionu ON „Czersk”)
  - batalion piechoty spec. nr 81 (na bazie batalionu ON „Tuchola”)
  - I dywizjon 9 pułku artylerii lekkiej
  - 2 bateria 11 dywizjonu artylerii konnej

## Działania zbrojne
- bitwa pod Krojantami
- obrona Chojnic
- bitwa w Borach Tucholskich